# Глигоров, Душан
Ду́шан Гли́горов (р. 4 ноября 1980) — российский кинорежиссёр и монтажёр, сценарист, актёр.

## Биография
Родился в Белграде, Югославия.
С 1992 года постоянно живёт в Москве. В 2004 году окончил режиссёрский факультет ВГИК (мастерская игрового фильма А. А. Эшпая, К. Г. Шахназарова, В.А. Фенченко). Член Союза кинематографистов РФ с 2003 года. Член Гильдии Кинорежиссёров РФ с 2006 года.
Короткометражные игровые фильмы «Маме» и «После дождя» были участниками более пятидесяти российских и международных кинофестивалей. Фильм «После дождя» является обладателем Гран-При Гамбургского фестиваля короткометражных фильмов (Германия).
Фильм «Ночь бойца» — дебют в полнометражном игровом кино в нестандартном для России жанре — подростковая чёрная комедия. Картина была в прокате на территории РФ и Украины в сентябре 2009 года.
В 2010-2011 гг. вёл курс кинорежиссуры в Школе кино.
В 2013 году — режиссёр-постановщик 12-серийного психологического детектива "Майя".
В 2012-2016 гг. — режиссёр-постановщик всех трёх сезонов молодёжного телесериала «Выжить после» (производился компанией «Арт Пикчерс Вижн» по заказу канала СТС).
Принимал участие в различных воркшопах, мастерклассах и школах режиссуры, в том числе в Berlinale Talent Campus при Берлинском кинофестивале, летней школе режиссуры с Эмиром Кустурицей, сценарных курсах Нила Ландау, Гарольда Аптера, Дэвида Ф. Хауварда (UCLA, Университет Южной Калифорнии, США) и т.д.

## Фильмография

### Режиссёр
- 2002 — Маме (короткометражка)
- 2004 — После дождя (короткометражка)
- 2009 — Ночь бойца
- 2012 — Инспектор Купер
- 2013 — Выжить после
- 2014 — Майя
- 2021 — Хрустальный
- 2022 — Технарь[1] (снят в 2019)
- 2022 — Химера[2]
- 2024 — Трасса[3]
- 2025 — Аутсорс
- TBA — Генезис

### Монтажёр
- 2011 — Охраняемые лица

### Сценарист
- 2011 — Юрий Лобачев. Отец Русского комикса (документальный) — автор идеи
- 2004 — В поисках Октября | Looking for October | U potrazi za oktobrom (Сербия, документальный)

### Актёр
- 2010 Элизиум — Андрюша, виолончелист

## Призы и награды
- Главный Приз Жюри на Гамбургском фестивале короткометражных фильмов (Германия) за фильм "После дождя"
- Приз за режиссуру на фестивале «Manaki Brothers» в Битоле (Македония) за фильм "После дождя"
- Диплом жюри на фестивале «Святая Анна» в Москве (Россия) за фильм "После дождя"
- Приз Зрительских симпатий на dokumentART фестивале в Нойбранденбурге (Германия) за фильм "После дождя"
- Приз Студентов на фестивале Etiuda&Anima в Кракове (Польша) за фильм "После дождя"
- Почетный диплом жюри фестиваля L'Alternativa в Барселоне (Испания) за фильм "После дождя"
- Почетный диплом на Motovun Film Festival[англ.] в Мотовуне (Хорватия) за фильм "После дождя"
- Главный Приз Жюри на Видеофестивале в городе Бохум (Германия) за фильм "Маме"
- Третий Приз по разделу игрового кино на фестивале «Святая Анна» в Москве (Россия) за фильм "Маме"
- «Excellence Award» на JVC Видеофестивале в Токио (Япония) за фильм "Маме"
- Почетный диплом на фестивале Up-and-coming в Ганновере (Германия) за фильм "Маме"
- Приз «Significant Achievement» на Alternative Film/Video фестивале в Белграде (Сербия) за фильм "Маме"